# Asthenargellus
Asthenargellus és un gènere d'aranyes araneomorfes de la subfamília Erigoninae, dins de la família Linyphiidae.
Fou descrit per primera vegada per Ludovico di Caporiacco l'any 1949.
Es pot trobar a Kenya.

## Llista d'espècies
Segons The World Spider Catalog 12.0:
- Asthenargellus kastoni Caporiacco, 1949 (Esp. tipus)
- Asthenargellus meneghettii Caporiacco, 1949